# GDesklets
gDesklets（ジーデスクレッツ）は、ユーザーのデスクトップ上に置かれる小さいアプレット（デスクトップ・ウィジェット）のアーキテクチャを提供するGNOMEプログラムである。他のデスクトップ・ウィジェットと競合関係にある。デスクトップ上に置かれたアプレットは素早い情報検索手段であり、通常の作業には関係しない。

## デスクレット
gDesklets内で動作する小さいプログラムをデスクレット (desklet) と呼ぶ。デスクレットはPythonで書かれたアプレットであって、gDeskletsデーモンにロードされて動作する。gDeskletsのサイトには多数のデスクレットが掲載されている。以下に一部を列挙する。
- 時計
- 暦
- 天気
- RSSフィードアグリゲータ
- 他のアプリケーションのコントロール（例えば、XMMSやPidgin）
- アニメーション付きツールバー
- デスクトップ付箋
- システムモニター